# Винко Лозић
Винко Лозић је имагинарни лик који је измислио Јован Стерија Поповић као аутора свог шаљивог календара, првог српског шаљивог годишњака. Винка Лозића шаљиви календар Стерија је покренуо 1830. године у Будиму, а објављено је укупно три издања - 1830, 1832. и 1835. године.
Данас је Винко Лозић један од симбола града Вршца и његов споменик налази се у центру града, у пешачкој зони. Током времена добио је улогу „градоначелника” Вршца током Дана бербе грожђа, чувеног Грожђебала.

## Лик Винка Лозића
Лик Винка Лозића први пут се појавио у Милобрукама Јована Стерије Поповића, у првом српском шаљивом годишњаку Винка Лозића шаљиви календар из 1830. године. Када је 50-их година 20. века у Вршцу организован први фестивал Дани бербе грожђа, чувени Грожђебал, овај Стеријин лик изабран је да буде домаћин манифестације.
Стеријин лик весељака и винопије Винка Лозића, за којег кажу да је „директан потомак” Бахуса, бога грожђа и вина и симбола животне енергије, надградио је глумац Народног позоришта „Стерија“ Тихомир Пауновић - Тика. Пауновић је био први тумач овог лика и тај посао обављао готово до краја живота. Пауновић је изградио лик банатског боема, веселог и драгог човека, љубитеља вина али не пијанице, чистог и уредног јер за време фестивала преузима улогу градоначелника који забавља посетиоце и држи здравице.
Крајем 90-их улогу Винка Лозића је преузео Мирослав Жужић, глумац Атељеа 212, познат по својој монодрами Добри војник Швејк. Од 2015. улогу домаћина Грожђебала обавља глумац Иван Ђорђевић, тадашњи директор Народног позоришта „Стерија“ у Вршцу.

## Винко Лозић као маскота винских фестивала
Винко Лозић је домаћин на две манифестације. Главна је Тродневна манифестација Дани бербе грожђа, популарнија под називом Грожђебал. Одржава се у Вршцу од средине 50-их година 20. века сваког трећег викенда у септембру. Прва личност и командант тродневне параде и свечаности је управо Винко Лозић. Он на свечаном отварању од градоначелника преузима кључеве града, које враћа на свечаном затварању. Током година постао је маскота и заштитна личност Грожђебала.
Осим на Грожђебалу, Винко Лозић домаћин је и Винофеста - Међународног фестивала вина, који се у Вршцу организује од 2006. године, крајем фебруара или почетком марта.

## Винко Лозић у Литератури
О Винку Лозићу писали су многи. Од Стерије који га је измислио, до писца Душана Копчалића и песника Душана Белчева.
Године 2006. издавачка кућа Драганић је издала сабрана дела Јована Стерије Поповића. између осталих, у књизи је објављено и сатирично-хумористичко дело „Како је Винко Лозић пострадао од зле жене”.

## Споменик Винку Лозићу
У центру Вршца марта 2014. откривен је споменик Винку Лозићу. Бронзана статуа посвећена овом бекрији и винопији постављена је на Тргу светог Теодора Вршачког, у старом градском језгру. Аутор дела је академски уметник Живко Грозданић - Гера. Грозданић је скулптуру направио према лику вршачког глумца Тихомира Пауновића - Тике, који је годинама тумачио овај лико, а споменик је свечано открио глумац Мирослав Жужић, наследник чувеног Тике.